# Ethosz
Az ethosz (ejtsd: etosz vagy étosz) ritkábban, a választékos nyelvben használt szó, mely az ógörög nyelvből származik. Eredeti jelentése „szokásos hely, tartózkodási hely”. Mai jelentése: erkölcs, erkölcsösség, erkölcsös magatartás; magatartásminta, viselkedési mód.

## Alapmeghatározás
Erkölcs, erkölcsös magatartás. Erkölcsösség: Az egyén, vagy csoport (nagyon ritkán tárgy) azon tulajdonsága, hogy egy őt befogadó nagyobb közösség, társadalom által felállított szabályrendszer, értékrend szerint hozza meg döntéseit, cselekszik, él, vagy viselkedik. Tárgy esetében: ennek az értékrendnek felel meg, így alakították ki.
Magatartásminta, viselkedési mód: Olyan cselekvés, vagy cselekedetek összessége amit az egyén, vagy csoport magára nézve irányadónak, másolandónak fogad el.
Közeli kapcsolatban áll az erkölcs, etika, morál, fogalmakkal, sőt az etika kifejezés a görög éthosz szóból ered. Használata főként birtokos szerkezetben, választékos, igényes, emelkedett stílusban, és leginkább publicisztikákban fordul elő.
Példák:
- Magával ragadta az 1990 körül formálodó köztársaság emelkedett ethosza.
- A média hírverése vitte át a kitüntetés ethoszát a köztudatba.
- A formálodó párthoz az újkori ellenzék romlatlan ethosza vonzotta őket.
- Híven ahhoz a kormányzati ethoszhoz, hogy mindent újra kell építeni, ezt a programot is átalakították.
- Polgári ethosz és playboyok – a '48-as polgárosodásról és ifjakról
- Bartók Béla művészetének tiszta éthoszát senki sem szennyezheti be, …

## Ethosz, vagy éthosz?
Van olyan filozófiai nézet, mely az ethoszt és az éthoszt szétválasztja egymástól:
„Az erkölcs és morál szavakat így szinonimaként használhatjuk és jelentésük az ethosznak felel meg, míg az elvont erkölcsiség vagy moralitás az éthoszt takarja, s kifejezi annak a cselekvésnek a minőségét, amely a jó iránti feltétlen elkötelezettséget foglalja magában.” (Nyíri, 1988. 6-13. p.)

## Jelentésszűkülés
Egy népre speciálisan jellemző magatartásformák vagy viselkedési minták.
Példák:
- Megdőlni látszik az az ethosz, miszerint a skótok fukarak volnának.
- Edgar Lawrence Doctorow az első olyan amerikai író, aki megkapó hitelességgel ábrázolja az amerikai álom és az amerikai valóság között meglévő szakadékot, s döntögeti a nemzeti ethosz körüli tabukat.

## Etimológia
Az ógörög  nyelvből származik. Eredeti jelentése „szokásos hely, tartózkodási hely”. Eredetileg az állatok legelőjét jelentette, majd átvitt értelemben az ember lakhelyét, később a lakással és lakóhellyel összefüggő dolgokat: hagyományt, szokást, illemet. Egy adott kor közös rendjét, szokásait. „Tehát valami olyasmit, amit az ember alakít ki, valamiféle közös megegyezés alapján.”

## Lásd még
erkölcs, 
etika, 
morál,